# Демидов, Евдоким Никитич
Евдоки́м Ники́тич Деми́дов (1713 — 29 января 1782) — российский землевладелец, промышленник, владелец заводов железных и чугуноплавильных Авзяно-Петровских, верхнего и нижнего в Оренбургской губернии, и Дугненского Выровского и Людиновского, в тогдашней Московской губернии. Сын Никиты Никитича, младшего сына основателя рода Демидовых Никиты Демидова.

## Биография
Был ближайшим помощником отца в управлении заводами. Демидов был суровым хозяином, и на его заводах, благодаря крайне жестокому обращению с крепостными рабочими, нередко вспыхивали крестьянские бунты, принимавшие иногда широкие размеры и носившие характер вооруженных восстаний. В 1752 году, в Ромодановской волости, Калужской провинции, в имении Демидова все крепостные, в том числе и женщины, отказались повиноваться своему хозяину и восстали с оружием в руках. Против возмутившихся был послан полковник Олиц с 500 солдатами, но был разбит крестьянами и взят в плен, а из отряда его было ранено 11 офицеров и 218 человек нижних чинов. Для усмирения тех же крестьян был отправлен затем бригадир Хомяков, который сжёг несколько деревень и, подступив к селу Ромодановскому, схватил около 200 крестьян. В Петербурге нашли действия Хомякова слабыми и предали его военному суду, а на его место отправили генерал-майора Опочинина, которому удалось поймать до 670 человек. Зачинщиков из возмутившихся крестьян Опочинин сослал в Сибирь на Демидовские же заводы, но для более тяжёлых работ.
В 1761 году крестьяне Демидова, приписанные к его Авзяно-Петровскому заводу, прекратили работы, а в следующем году жаловались на притеснения Демидова в Сенат, который поручил произвести следствие по этому делу генерал-майору Кокошкину и полковнику Лопатину. Вместе с тем, в том же 1762 году, для усмирения взбунтовавшихся был отправлен генерал-квартирмейстер князь A. A. Вяземский, которому была дана на этот случай очень подробная, подписанная самой императрицей инструкция. Инструкция эта полностью помещена в Сборнике Имп. Русск. Историч. Общества (т. VІІ, стр. 188—195) и интересна, как исторический документ, рисующий заботливость русского правительства о фабричных рабочих. Князю Вяземскому предписывалось, прежде всего, привести бунтовщиков в рабское послушание и усмирить, потом сыскать подстрекателей, в случае крайности смирить их оружием, затем расследовать причины неудовольствий и осведомиться: «не лучше ли горные работы производить вольнонаёмными работниками, чтобы этим, если можно, отвратить на будущее время все причины к беспокойствам, и работу сделать и прочнее, и полезнее».
В 1765 году на Демидова жаловались Казанские чернопахотные крестьяне, приписанные к Оренбургской губернии, к Авзяно-Петровским заводам и крестьяне села Русанова. Для производства следствия по этим делам был назначен подполковник князь Енгалычев, но следствие неожиданно было прервано Сенатским указом, которым предписывалось «оную комиссию отставить», потому что крестьяне жаловались на убийство 63 человек самим Демидовым, между тем как это сделано было только по его приказанию, и отправить от военной коллегии в Алексинскую и Лихвинскую вотчины Демидова военные команды со штаб-офицером, которому поручалось уговаривать крестьян и, «если это не подействует, поступать с ними, по всей строгости законов». Недовольство заводских крестьян Демидова дошло до того, что во время Пугачёвского бунта, они охотно присоединились к бунтовщикам и при помощи их разрушили несколько чугуноплавильных заводов Демидова в Оренбургской губернии.
Хищнический способ хозяйства в отведенных для заводов Демидова лесах заставил Тульское дворянство отправить своего депутата в Екатерининскую комиссию для составления проекта нового уложения и вручить ему наказ хлопотать, чтобы Евдокиму Демидову запрещено было иметь железный, в Алексинском уезде, завод на p. Дугне, в 150 верстах от Москвы, так как завод этот сжигал ежегодно более 400000 бревен.
Сам Евдоким Демидов проживал в Москве, историки называют точный адрес его: Гороховый переулок, 4. Дом был построен по проекту знаменитых архитекторов Казакова и Кокоринова, с последним Евдоким Никитич состоял в прямых родственных отношениях.
Умер 29 января 1782 года.